# Abd-Al·lah ibn Mutí
Abd-Al·lah ibn Mutí ibn al-Àswad al-Adawí, més conegut simplement com a Abd-Al·lah ibn Mutí, fou juntament amb Abd-Al·lah ibn Hàndhala un dels caps militars de la revolta de Medina contra el califa Yazid I el 682.
Quan la revolta contra els omeies va esclatar a Medina es va posar al front dels quraixites i va prendre part en la batalla de la Harra, l'agost del 683. Derrotats els rebels es va refugiar a la Meca amb l'anticalifa Abd-Al·lah ibn az-Zubayr que el va nomenar governador de Kufa (abril del 685).
A Kufa fou atacat per l'aventurer xiïta Al-Mukhtar ibn Abi Ubayd, i mancat de suports fou derrotat i assetjat al seu palau; aconsellat pel seu general Ibrahim ibn al-Aixtar va fugir a Bàssora, i més tard es va reunir altre cop amb Abd-Al·lah ibn az-Zubayr a la Meca. Va combatre amb aquest darrer i junt van morir en batalla el 692.